# 이칠선
이칠선은 대한민국의 희극 배우이다. 1998년 MBC 9기 개그공채 시험에 합격하여 개그우먼으로 활동하였으며 현재는 강사로 활동 중이다.

## 방송
- MBC 테마게임(1999)
- MBC 오늘은 좋은 날(1999)
- MBC 행복충전 유쾌한 일요일(1999)
- MBC 개그사냥(2000)
- MBC 오늘 밤 좋은 밤(2001)